# Hyagnis basicristatus
Hyagnis basicristatus är en skalbaggsart som beskrevs av Stefan von Breuning 1949. Hyagnis basicristatus ingår i släktet Hyagnis och familjen långhorningar.
Artens utbredningsområde är Burma. Inga underarter finns listade i Catalogue of Life.